# Tonalá (Guerrero)
Tonalá es una localidad del estado mexicano de Guerrero. Es parte del municipio de Ayutla de los Libres.

## Toponimia
El nombre «Tonalá» proviene del náhuatl: tonalli. Su significado es «Sol» o «Lugar cálido».

## Demografía
| Gráfica de evolución demográfica |
|                                  |

| Censo | Población |
| ----- | --------- |
| 1940  | 681       |
| 1950  | 528       |
| 1960  | 926       |
| 1970  | 665       |
| 1980  | 837       |
| 1990  | 1 489     |
| 2000  | 2 006     |
| 2010  | 2 176     |
| 2020  | 2 297     |